# Kelantan
Kelantan – stan Malezji, na Półwyspie Malajskim, graniczy z Tajlandią. Obejmuje powierzchnię 14 922 km², zamieszkany jest przez 1,4 mln ludzi. Stolicą stanu jest Kota Bharu.

## Historia
Od średniowiecza sułtanat, uzależniony do 1411 r. od Tajlandii. W 1909 r. zajęty przez Brytyjczyków. Od 16 września 1963 stanowi część Malezji. Od września 2010 sułtanem stanu jest Muhammad V Faris Petra.